# Absolute Power (Blitzkrieg)
Absolute Power è il quinto album in studio del gruppo heavy metal Blitzkrieg pubblicato nel 2002 dalla Edgy Records.
| Recensione          | Giudizio |
| ------------------- | -------- |
| Rock Hard (tedesco) | [ 2 ]    |

## Tracce
1. Legion – 4:28 (testo: Ross – musica: Nesbitt)
2. Soul Stealer – 3:34 (testo: Ross – musica: Liddle)
3. The Face of Death – 3:21 (testo: Ross – musica: Liddle)
4. Enchanted Tower – 5:58 (testo: Ross – musica: Nesbitt)
5. We'll Rock Forever – 3:17 (testo: Ross – musica: Liddle)
6. Terror Zone – 3:44 (Liddle)
7. Hamunaptra – 1:02 (Liddle)
8. Dark City – 5:00 (testo: Ross – musica: Liddle)
9. Who Takes the Fall? – 4:28 (testo: Ross – musica: Liddle)
10. DV8R – 6:06 (Liddle)
11. Metalizer – 3:56 (testo: Ross – musica: Liddle)
12. Feel the Pain – 6:08 (Liddle)

## Formazione
- Brian Ross - voce
- Paul Nesbitt - chitarra
- Tony J. Liddle - chitarra
- Andy Galloway - basso
- Phil Brewis - batteria